# Viktor Stegemann
Viktor Stegemann (* 17. Januar 1902 in Aachen; † 2. März 1948 in Gräfelfing) war ein deutscher Klassischer Philologe, Koptologe und Religionswissenschaftler. Er ist besonders durch Veröffentlichungen zur Religionsgeschichte und Astrologie der Spätantike und zum Koptischen hervorgetreten.

## Leben
Stegemann studierte Klassische Philologie, Geschichte und Ägyptologie an den Universitäten zu Heidelberg und München. In Heidelberg, wo ihn besonders Franz Boll beeinflusste, wurde er 1925 mit einer Arbeit über Augustins Gottesstaat zum Dr. phil. promoviert, die drei Jahre später in überarbeiteter Form erschien.
Nach dem Studium war Stegemann als Gymnasiallehrer tätig; bis zu seiner Dozentur an der Universität Würzburg 1939 war er Lehrer für Griechisch und Latein an der Schule Schloss Salem. Neben dem Schuldienst führte er seine Studien zur Religions- und Wissenschaftsgeschichte des Altertums fort. Einen besonderen Schwerpunkt bildete die antike Astrologie. Daneben trat immer stärker auch das Studium der koptischen Zaubertexte.
1937 habilitierte sich Stegemann an der Universität Würzburg mit einer Fragmentsammlung zum Lehrgedicht des Dorotheos von Sidon (1. Jahrhundert n. Chr.). Zwei Jahre später (1939) wurde er zum Dozenten an der Universität ernannt.
Im letzten Trimester 1940 wechselte Stegemann als Dozent an die Deutsche Universität Prag, wo er 1943 zum Professor ernannt wurde. Neben lateinischen Lehrveranstaltungen hielt er auch Übungen und Seminare im Koptischen ab.
Nach dem Ende des Zweiten Weltkriegs wurde Stegemann aus der Tschechoslowakei ausgewiesen und zog nach Gräfelfing bei München. Dort lebte er ohne Bezüge und Anstellung. Er versammelte zunächst einen Kreis befreundeter Forscher und Studenten um sich, der sich jedoch bald wieder zerstreute. Seine Arbeiten konnte er nicht abschließen. Am 2. März 1948 starb er im Alter von 46 Jahren, während er seine Frau im Sanatorium besuchte.

## Schriften (Auswahl)
- Augustins Gottesstaat. Tübingen 1928 (Heidelberger Abhandlungen zur Philosophie und ihrer Geschichte 15)
- Beiträge zur Geschichte der Astrologie. Heft 1: Der griechische Astrologe Dorotheos von Sidon und der arabische Astrologe Abu-'l-Ḥasan ʿAlī ibn-Abi-'r-Riǧāl. Heidelberg 1935 (mehr nicht erschienen)
- Die Gestalt Christi in den koptischen Zaubertexten. Heidelberg 1934
- Die koptischen Zaubertexte der Sammlung Papyrus Erzherzog Rainer in Wien. Heidelberg 1934
- Astrologie und Universalgeschichte. Studien und Interpretationen zu den Dionysiaka des Nonnos von Panopolis. Leipzig 1930
- Koptische Paläographie. Heidelberg 1936
- Die Fragmente des Dorotheos von Sidon (= Quellen und Studien zur Geschichte und Kultur des Altertums und des Mittelalters. Reihe B: Zusammengefasste Denkmälergruppen. Heft 1). 4 Lieferungen geplant. Heidelberg 1939 (Lfg. 1) und 1943 (Lfg. 2), mehr nicht erschienen (= Habilitationsschrift, Universität Würzburg, 1937)
- Gaius Julius Cäsar: Der gallische Krieg. Verdeutscht und erläutert. Leipzig 1939 (Sammlung Dieterich 26)
- Dorotheos von Sidon und das sogenannte Introductorium des Sahl Ibn Bišr. Prag 1942
- Dorotheos von Sidon: Ein Bericht über die Rekonstruktionsmöglichkeiten seines astrologischen Werkes. In: Rheinisches Museum für Philologie 91, 1942, S. 326–349
- Aus einem mittelalterlichen deutschen astronomisch-astrologischen Lehrbüchlein. Eine Untersuchung über Entstehung, Herkunft und Nachwirkung eines Kapitels über Planetenkinder. Reichenberg 1944 (= Prager deutsche Studien. Band 52); Nachdruck Hildesheim 1973.
- (Hrsg.) Franz Boll: Kleine Schriften zur Sternkunde des Altertums. Leipzig 1950
- mit Bernhard Bischoff: Nikolaus von Kues: Die Kalenderverbesserung = De correctione kalendarii. Heidelberg 1955